# Umangiet
Het mineraal umangiet is een koper-selenide met de chemische formule Cu3Se2.

## Eigenschappen
Het is een rood of violetblauw mineraal met hardheid 3 op de hardheidsschaal van Mohs. Umangiet heeft een orthorombisch kristalstelsel.

## Naamgeving
De naam is afgeleid van de eerste vindplaats, Sierra de Umango in de Argentijnse provincie La Rioja, waar het in 1891 werd ontdekt.

## Voorkomen
Het mineraal komt verder ook onder meer voor in het Harzgebergte in Duitsland, in Habri, (Jihomoravsky) en Borsov (Vychodocesky), Tsjechië en in Eagle Claims, nabij Hal Lake, Beaverlodge, Saskatchewan, Canada.